# Legend of Hollywood

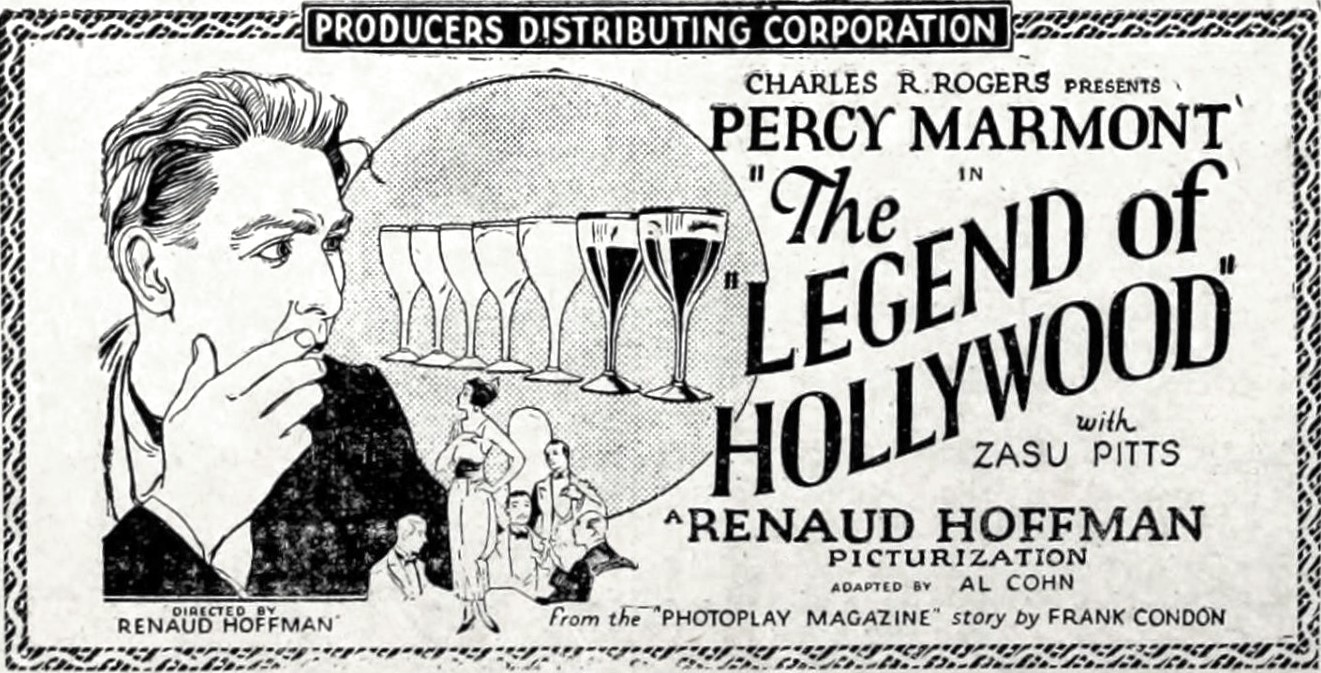
Locandina pubblicitaria del film

Legend of Hollywood è un film muto del 1924 diretto da Renaud Hoffman. La sceneggiatura di Alfred A. Cohn si basa su The Legend of Hollywood, racconto di Frank Condon pubblicato su Photoplay il marzo 1924.
Prodotto da Charles R. Rogers, il film aveva come interpreti Percy Marmont, Zasu Pitts, Alice Davenport.

## Trama
Pieno di speranze, John Smith arriva a Hollywood dove vuole iniziare una carriera come sceneggiatore. Le sue magre finanze gli permettono solo la modesta pensione della signora Rooney. Lì incontra la giovane Mary Brown, una ragazza che vuole sfondare come attrice e che si innamora di lui.

Le illusioni di John si infrangono andando a cozzare contro la dura realtà: il suo lavoro, inviato alle varie case di produzione, viene respinto. Il giovane decide allora di uccidersi. Riempie sette bicchieri di vino, avvelenandone uno. Sposta poi i bicchieri e, come fosse una roulette russa, ne sceglie uno che beve. Ogni giorno ne berrà uno, finché berrà quello avvelenato o tutti i sette bicchieri saranno vuoti.

Rimasto fedele al suo programma, giunge ancora vivo al settimo giorno. Dopo avere bevuto quello che deve essere il suo ultimo bicchiere, gli arriva una busta che contiene un assegno. Qualcuno ha apprezzato il suo lavoro! Per fortuna e per caso, Mary ha sostituito il bicchiere con il veleno e la storia di John può finire felicemente.

## Produzione
Il film fu prodotto dalla Charles R. Rogers Productions.

## Distribuzione
Il copyright del film, richiesto dalla Charles R. Rogers Productions, fu registrato il 3 agosto 1924 con il numero LP20576.

Distribuito dalla Producers Distributing Corporation (PDC) e presentato da Charles R. Rogers, il film uscì nelle sale statunitensi il 3 agosto 1924.
Non si conoscono copie ancora esistenti della pellicola che viene considerata presumibilmente perduta.